# Dan Ellis
Daniel Ellis (ur. 7 października 1988 w Albury) – australijski kolarz torowy, brązowy medalista mistrzostw świata.

## Kariera
Pierwszy sukces w karierze Daniel Ellis osiągnął w 2005 roku, kiedy zdobył brązowy medal mistrzostw świata juniorów w sprincie drużynowym. Rok później w tej samej kategorii wiekowej zdobył srebrny medal w sprincie drużynowym i brązowy w indywidualnym. W 2008 roku wystąpił na igrzyskach olimpijskich w Pekinie, gdzie wraz z kolegami z reprezentacji zajął czwarte miejsce w sprincie drużynowym. Na igrzyskach Wspólnoty Narodów w Nowym Delhi w 2010 roku Australijczycy z Ellisem w składzie zdobyli złoty medal w tej samej konkurencji. Ponadto podczas mistrzostw świata w Apeldoorn wspólnie z Matthew Glaetzerem i Jasonem Niblettem wywalczył brązowy medal w sprincie drużynowym. 